# Mokra (województwo lubuskie)
Mokra – wieś w Polsce położona w województwie lubuskim, w powiecie żarskim, w gminie Lubsko.
| SIMC    | Nazwa    | Rodzaj     |
| ------- | -------- | ---------- |
| 0911196 | Małowice | przysiółek |

W latach 1975–1998 miejscowość administracyjnie należała do województwa zielonogórskiego.